# Îlot de Sable Blanc
L'îlot de Sable Blanc (en shimaoré, Mtsanga Tsoholé : « plage de riz ») est un banc de sable situé à l'extrême Sud-Est de Mayotte, à environ 1,7 km de la pointe Saziley (Parc marin de Saziley), dans l'océan Indien. 

## Description et caractéristiques
Mesurant environ 453 mètres de long et 148 mètres de large, il repose à quelques mètres de la surface de l'eau sur une partie du récif corallien, face à la pointe Saziley. 
Cet îlot doit son nom au fait qu'il est intégralement constitué de sable blanc corallien (c'est donc un motu), sans aucune roche apparente. Il affleure l'eau de justesse à marée haute (3,4 m2), et prend de vastes dimensions à marée basse. 
Très prisé des touristes, cet îlot est une destination privilégiée des excursions des opérateurs nautiques de Mayotte. 

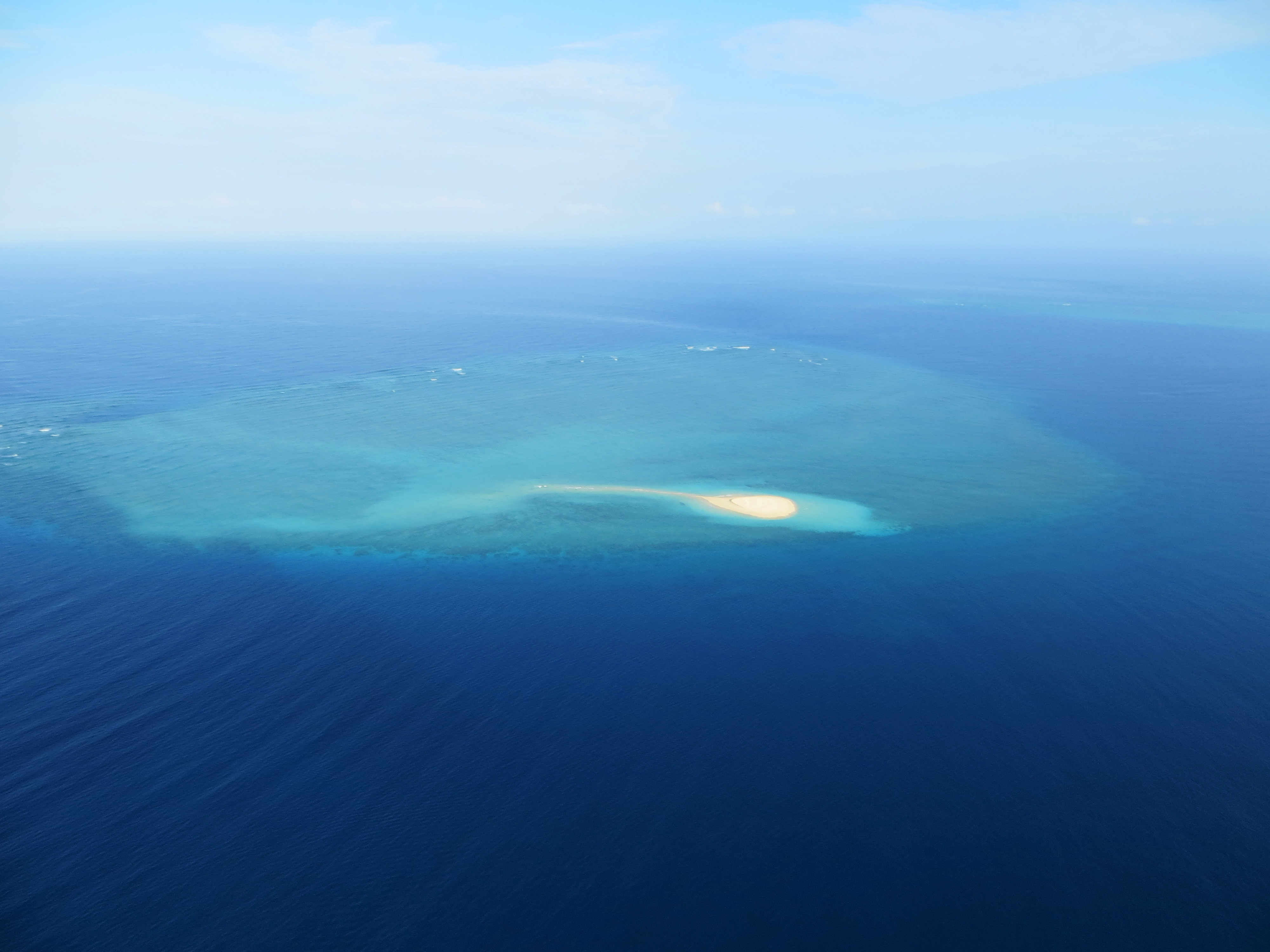
L'îlot et son récif
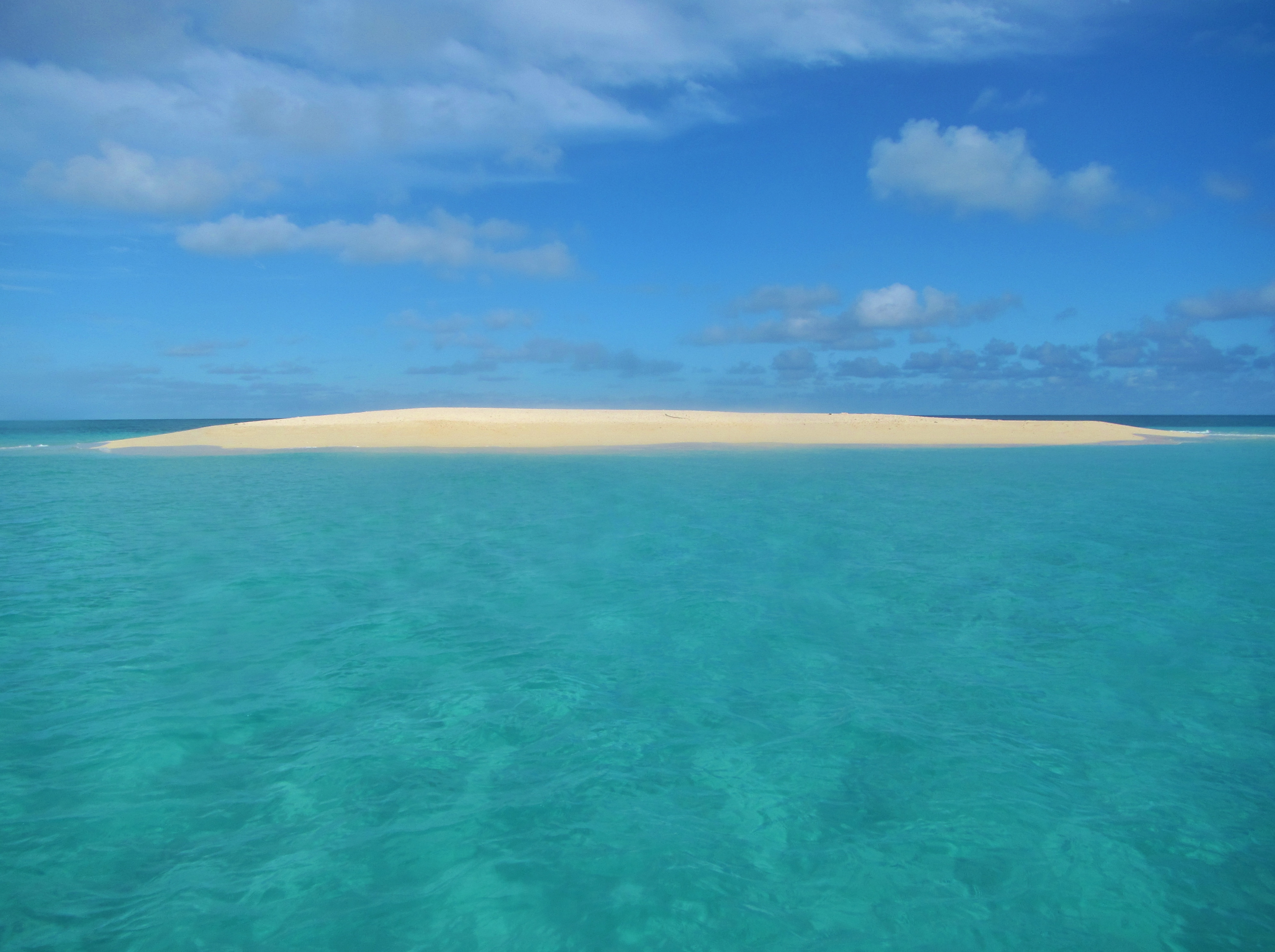
Vue de l'îlot de sable blanc, depuis l'ouest.
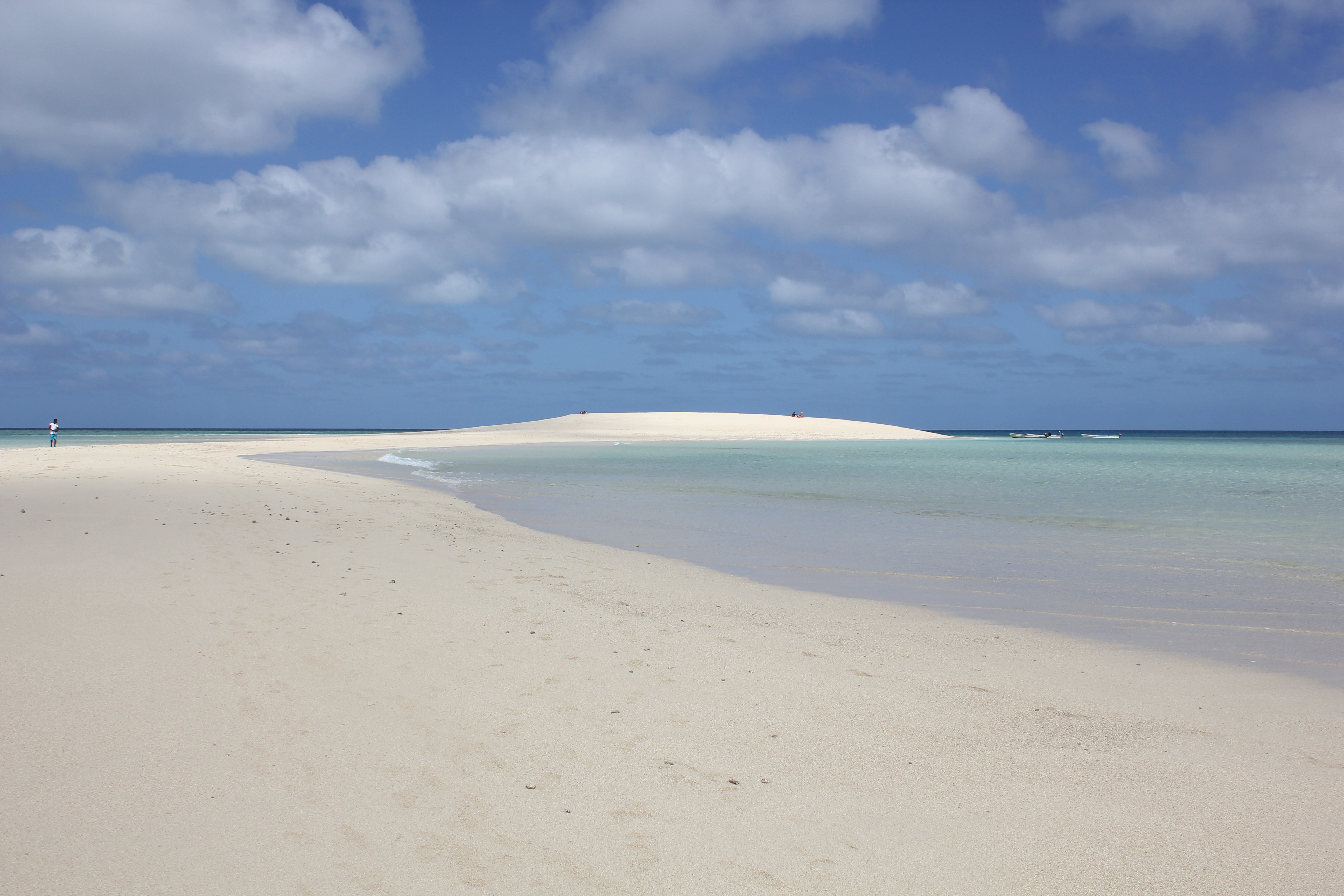
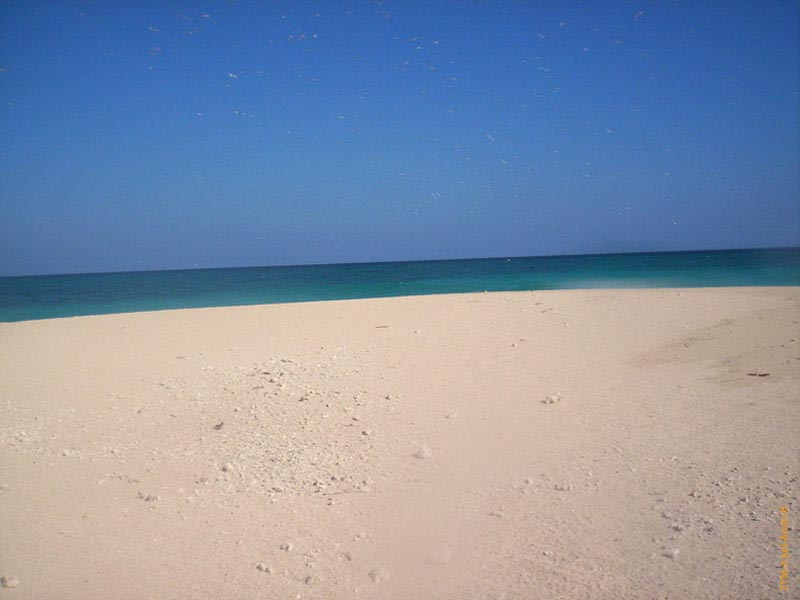

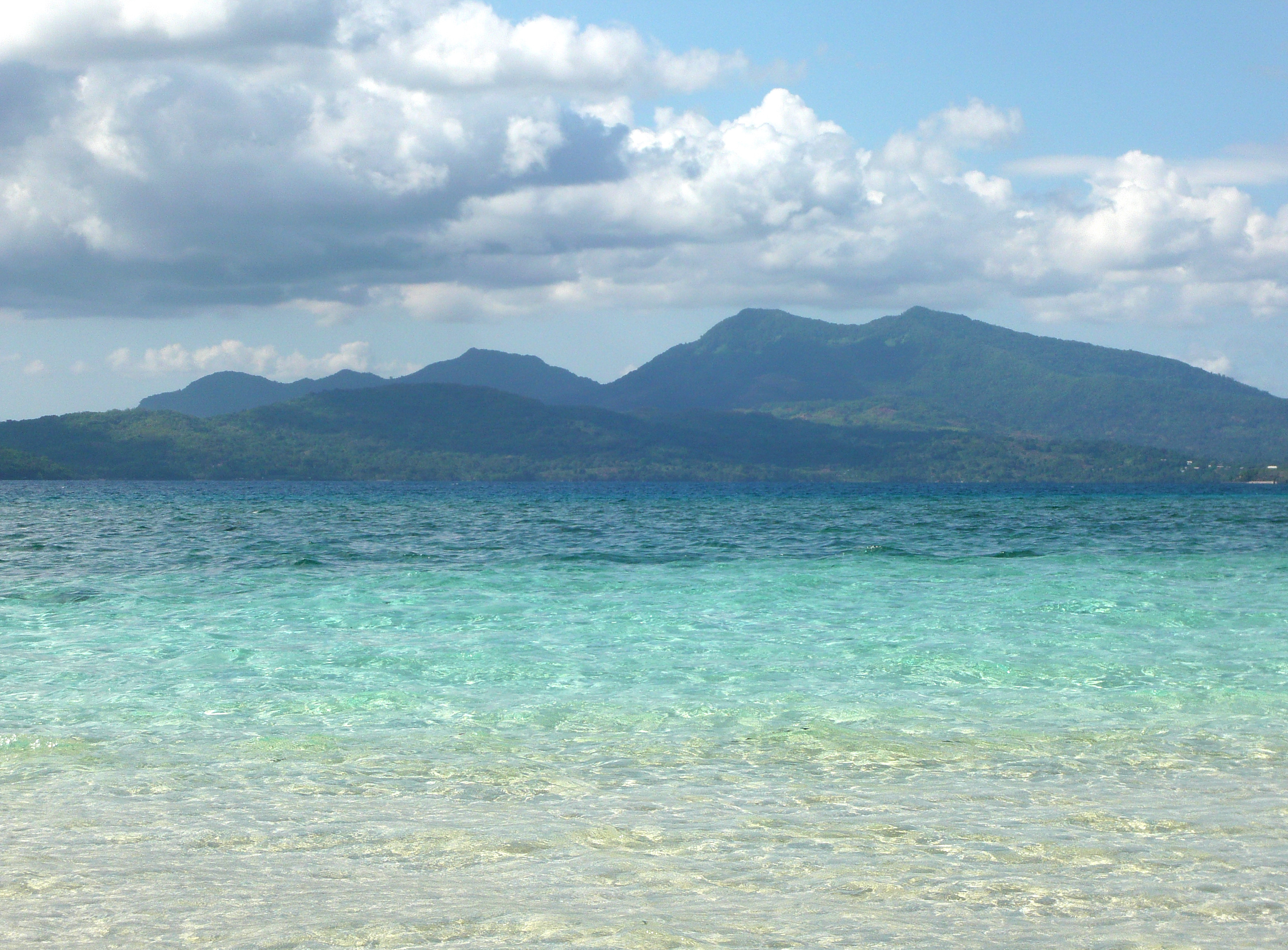
Grande Terre vue de l’îlot de sable blanc.
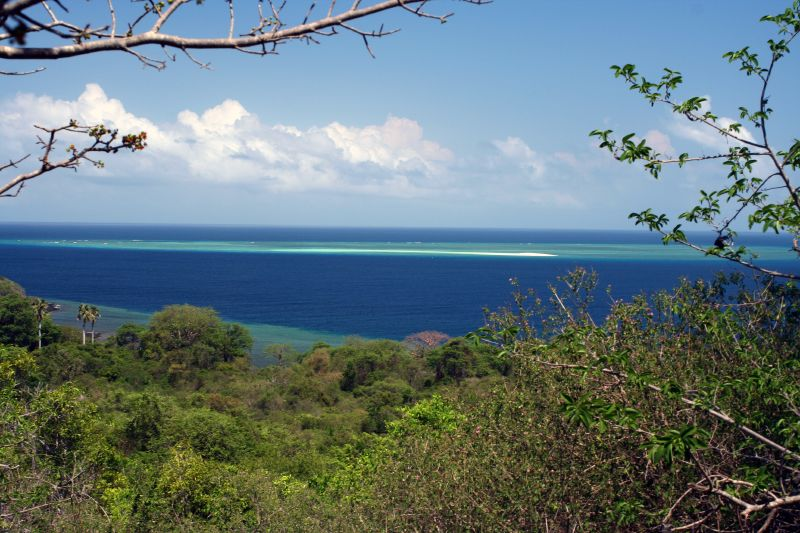
l'îlot vu depuis Saziley.

Mayotte compte en réalité plusieurs îlots de sable blanc, dont un proche du Mtsanga Tsoholé, mais aussi celui au sud de l'îlot M'Tsamboro et celui du nord-ouest (appelé îlot des sternes). Cependant, seul le Mtsanga Tsoholé demeure émergé lors des marées les plus hautes et constitue donc une île à proprement parler (pour les autres on parlera simplement de banc de sable).